# エアトランセ

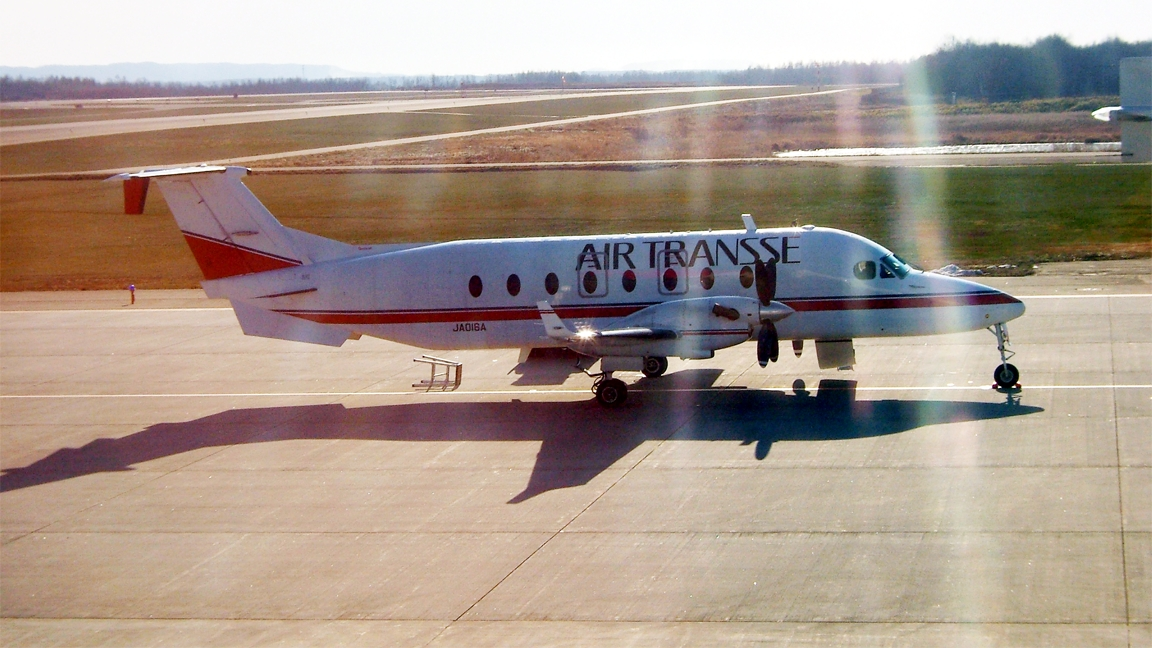
退役した一号機 (JA016A)
2006年11月25日 とかち帯広空港にて撮影

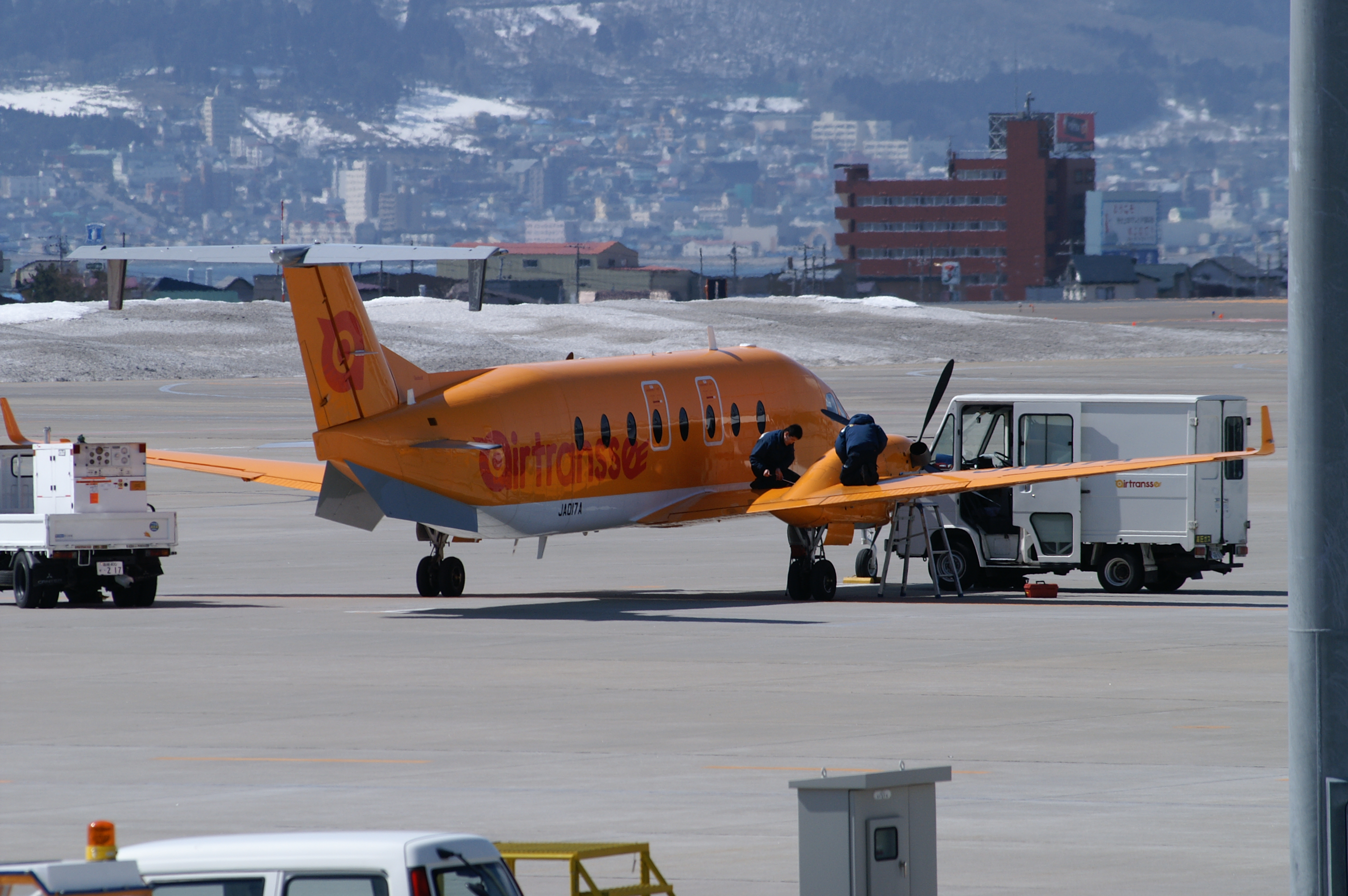
二号機 (JA017A)
2006年3月21日 函館空港にて撮影

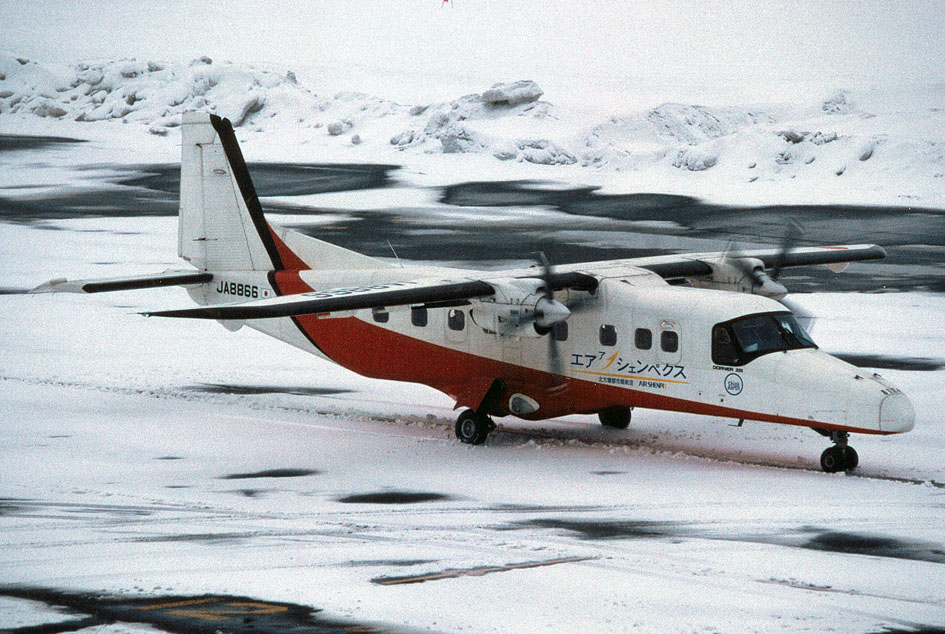
エアァシェンペクス ドルニエDo 228(JA8866)
丘珠空港にて撮影

株式会社エアトランセは、日本の航空機レンタル会社。自家用機の売買仲介も行う。かつてはコミューター航空会社であった。日本の航空会社において初めて、女性社長が経営する会社として注目された。

## 就航まで
群馬県前橋市に本社を置く医療機器製造販売会社「シェンペクス」の子会社として1997年に設立され、2001年1月に『はあと航空』の名称で北海道内での地域コミューター航空事業への参入計画を発表、横山充洋社長が北海道滝川市出身で北海道のために何かしたいと感じる中で道内に13の空港があるものの道内の空港同士を結ぶ航空路線が少ないことから北海道内での航空事業を着想し、2001年1月29日には札幌丘珠空港を起点に旭川空港・稚内空港・女満別空港・帯広空港・函館空港までと30日には函館空港を起点に稚内空港・紋別空港・中標津空港・釧路空港・丘珠空港までのルートで、レイセオン1900Dエアライナーを用いて試験運航を行った。
2001年3月時点では2002年4月から帯広を拠点に函館・丘珠の2路線で就航予定と発表し、2002年1月には航空運送事業免許を持つ北九州市の「エアーソニック」を買収し、2002年夏頃の就航を目標に準備していたが当初予定していたドルニエ 228の空調システムが定期運航に適さずメトロII SA226-TCに変更し初期投資額削減のため帯広空港の格納庫建設を見送った。9月にはメトロII機が納入されるも、日本国内での定期就航実績がなく耐空証明手続きが難航し2003年1月時点では書類が揃い同年6月の就航予定とするも、経費削減のため航空経験者を登用しなかったこともあり手続きが難航し2003年4月から経験者を採用し、2004年1月30日に航空運送事業が認可された。
しかし使用機材の製造年が古く予備部品の調達が間に合わず2004年6月の就航を延期し2機のビーチクラフト1900Dによる運航計画に変更、7月には自社運航が困難と判断し横山社長は会社譲渡を決断。ハイヤー事業など5社の役員を務めていた江村林香に事業売却の話が持ちかけられ、2004年8月6日付で横山社長が退任し江村が新社長に就任。日本国内航空会社では初の女性社長となり、スカイマークエアラインズ（現スカイマーク）設立に携わった澤田秀雄を顧問に迎えた。社長の夫、中山淑惇も他の事業をおこないながらもエアトランセ取締役に名を連ねている。2004年8月に資本・経営陣の交代を発表、2004年10月に会社名を「エアァシェンペクス」から「エアトランセ」に変更。

旧親会社のシェンペクスは、2006年3月30日に自身の民事再生法適用の申し立てをおこなっている。就航以前には東京都港区虎ノ門2-10-1新日鉱ビルに本社を置いていたこともある。

### 就航

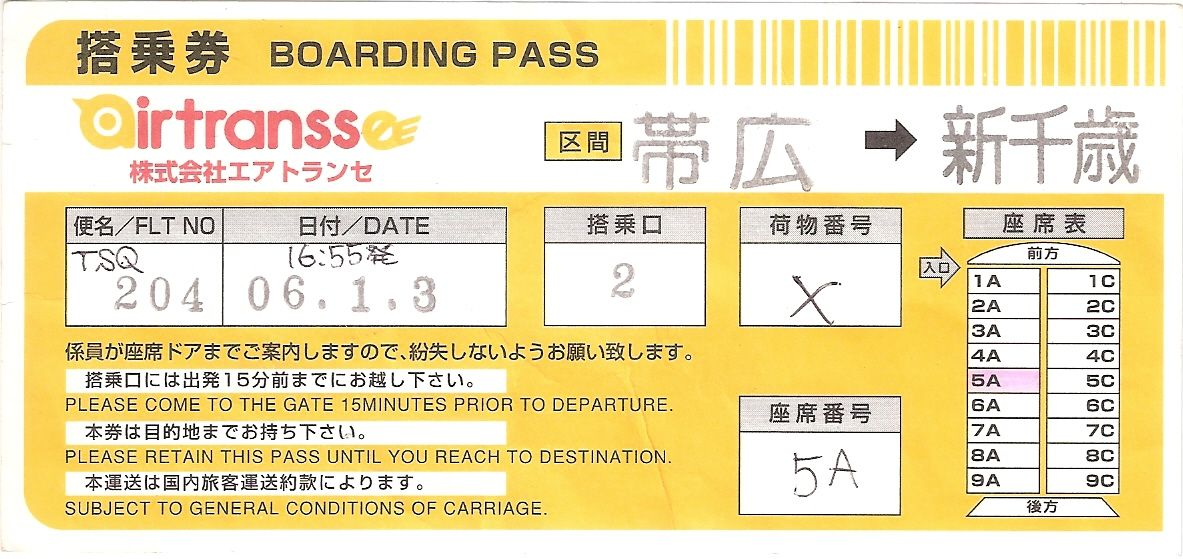
定期便搭乗券

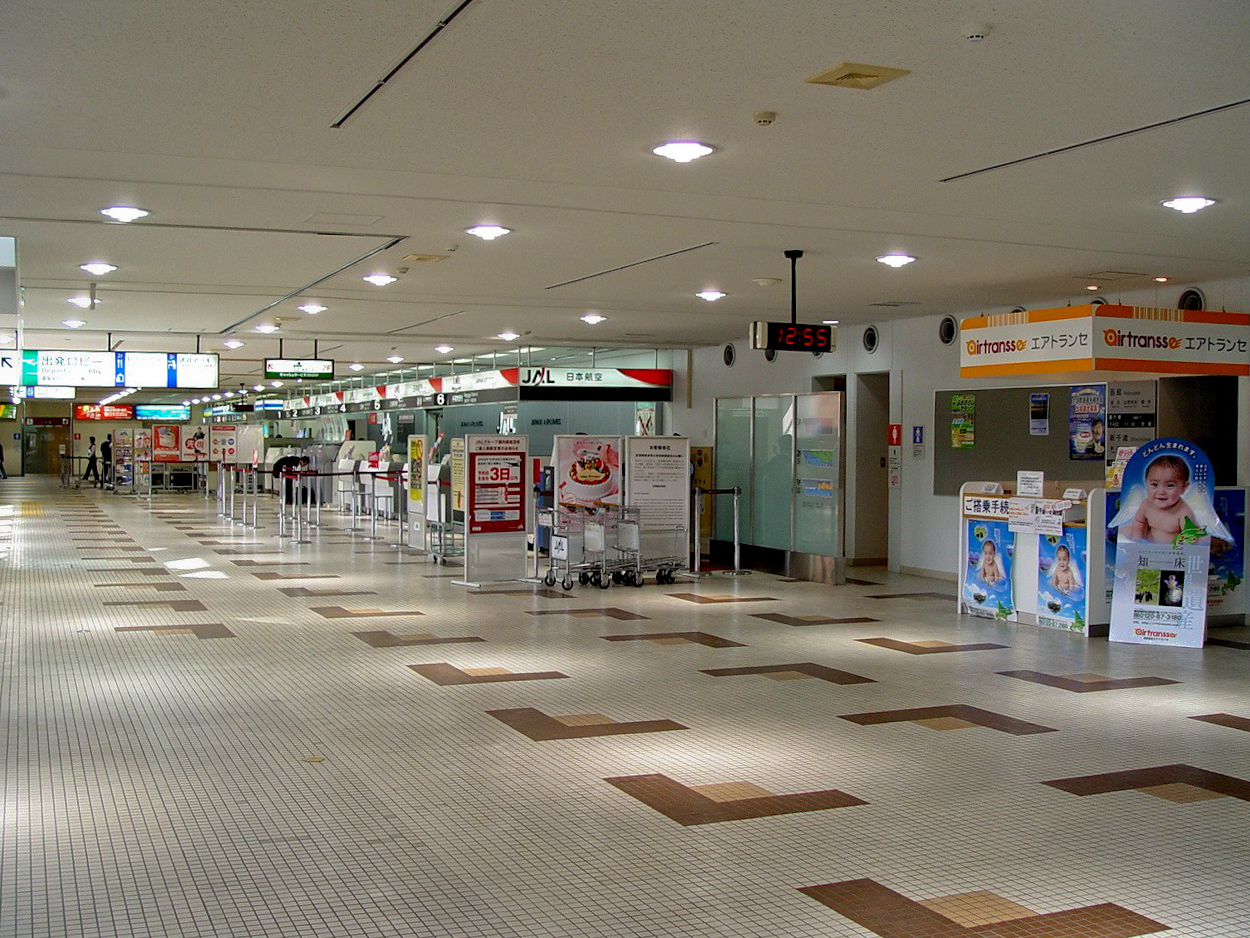
定期便就航時の女満別空港カウンター（右端）

『北海道内の空飛ぶバス』として、ビーチクラフト1900D一機を使用し、基本運賃を片道運賃2万5,000円、また片道割引運賃2万円や地域住民割引「どさんこ割」を設定し、2005年3月13日に1日2往復で函館空港 - 帯広空港の運航を開始。陸路で約6時間を要する両地区間を約1時間で結んだ。
2005年10月1日より函館空港 - 新千歳空港、新千歳空港 - 帯広空港の運航を開始。函館空港 - 帯広空港間を新千歳空港経由で搭乗する際は、新千歳空港で降りずに機内で待機する『バス方式』を採用した。バス方式は北海道エアシステムなど他社でも行っていたが、航空情勢の変化による保安上の理由で中止されている中での採用となった。
2006年4月1日より北海道エアシステムが撤退した函館空港 - 女満別空港、同年6月20日よりすでに大手航空会社が就航している新千歳空港 - 女満別空港の運航を開始。しかし、2006年12月より新千歳空港 - 帯広空港、2007年2月より新千歳空港 - 函館空港・女満別空港が運休となり、新千歳空港から撤退し5路線が2路線に縮小される。同路線は2007年3月31日をもって廃止された。
2007年2月6日までに、函館空港 - 女満別空港、函館空港 - 帯広空港路線を2007年3月中旬から運休し、定期航空事業から撤退することを決定した。路線そのものは、乗客が集まれば運航する不定期路線として継続する。一方、2007年3月中にも、那覇空港から沖永良部島等の周辺離島の不定期路線を2-3線開設し、収支改善を目指す予定とした。2007年3月6日に国土交通省へ3月13日を以っての定期便休止、3月14日からの不定期路線申請、4月1日からの那覇空港の運航整備基地申請および2～4路線の申請を行った。

### 定期便運航から撤退、不定期便運航へ
2007年3月13日、帯広往復を以って定期便の運航を終了（女満別便は欠航）。同年3月14日より不定期便としての運航となり、不定期初便となった函館発女満別行には7名が搭乗した。本来、不定期便は運航時刻を定めることはできないが、定期便と変わらないサービスを提供できるよう工夫するとの会社側の見解により、函館発女満別行は9時15分頃発、女満別発函館行は10時55分頃発、函館発帯広行は12時55分頃発、帯広発函館行は14時25分頃発と、ある程度決められていた。
2007年4月27日には、函館空港 - 帯広空港・女満別空港の定期路線廃止を届け出。定期便運航から撤退となり、不定期便のみの運航に変更した。同じく2007年4月27日付で、初号機であるJA016Aが登録抹消となり、2機体制で運航される。なお、この不定期便についても2007年9月末で休止することとなった。

### 沖縄への進出、3ヶ月での撤退
2007年3月15日には、自社ホームページにて那覇空港 - 沖永良部空港に2往復、下地島空港に1往復の就航が発表された。沖縄地区での予約はエアードルフィンで受け付けることとなっていた。
2007年4月1日、那覇空港より沖永良部空港および下地島空港へ就航した。特に下地島空港便は1994年に日本トランスオーシャン航空が撤退して以来、約13年振りの航空路線ということもあって注目され、運航初便は那覇空港発が75%、下地島空港発が満席と幸先の良いスタートとなったと思われた。
2007年6月に機体整備による沖縄路線の9日間計画運休が発表されたが、下地島空港便の4月の月間搭乗率が15.7%と目標を大幅に下回ったこともあって、その後運休期間の延長が発表された。一時休止でありこのまま撤退することはないとしたものの、5月中旬の時点でエアードルフィンに対し、搭乗率低迷に加えて乗員不足により北海道での運航に影響が出る恐れがあるとのことで、沖永良部空港便も含めた沖縄路線からの撤退を申し出ていたことが報じられている。沖永良部空港便はエアードルフィン自社運航に戻り、下地島空港便は休止となる。
特に下地島空港便は、競合する那覇空港 - 宮古空港便（下地島・伊良部島と宮古島間は高速船で15分）において、座席数に限りがあるものの、事前購入型割引運賃で最低5,000円からの価格を打ち出しており、離島特別割引（往路が宮古空港発の往復割引）では11,000円前後であった。対してエアトランセは普通運賃18,000円、島民割引でも15,000円としていた。価格設定に加えて1日1往復と利便性も悪く、関係者の間では撤退は時間の問題とされていた。
収益改善を目指した沖縄進出も、6月には撤退となり、約3ヶ月で北海道路線へと戻ることとなった。「長い目で計画を立てて欲しかった」とエアードルフィン社長に苦言を呈されるなど、かねてから指摘されていた慢性的な乗務員不足、市場リサーチ不足や事業計画の見通しの甘さを改めて露呈することとなった。

### 本州路線へ進出
沖縄撤退に伴って空いた機材は再び北海道へ戻し、2007年7月21日より函館空港 - 仙台空港に就航した。2007年から他社が撤退したためその分の需要が見込めると発表されているが、他社の撤退後または同時に就航した路線では他社ほどの需要が見出せておらず、今までの路線改廃から「5年後の事業像が見えない。他路線の短期撤退で、この路線も同じではといった印象が客離れを招く」といった苦言を呈されていた。
なお、この路線も仙台空港の保安検査場の契約期間が10月末で切れ、更新に当たって使用料が折り合わなかったとして11月1日からしばらく運休となっていたが、12月15日に再開されている。

### 再度沖縄へ進出
沖縄撤退から間もない2007年7月5日には、同年6月30日を以って全日本空輸が撤退した那覇空港 - 大分空港便就航を検討していると報じられた。
2007年7月24日に、大分県庁において記者発表を行い、同年11月からの就航を発表した。1往復の運航で、運航の無い時間帯のチャーターや北海道への機体整備回送を利用したツアー等も計画されている。大分空港を拠点とするため、短期撤退で苦言を呈されたエアードルフィンと再提携は行わない。
1名からでも予約があれば運航する「乗り合い便」として同年11月1日より運航を開始したが、利用が低迷し早くも11月9日付で13名以上の予約に限る「チャーター便」に変更された。毎週火曜日～金曜日の利用のみ受け付けた。

### 税金滞納、差し押さえ
2007年11月14日、信販会社ハコセンが自らの経営破綻記者会見において、エアトランセと会長夫妻に融資している計20億円程の返済が滞っていることを説明し、「税金の滞納により、ハコセンが担保に取っているエアトランセの航空機1機を差し押さえた」との通知が同日、国税当局からきたことを明らかにした。（ただし、財産としての差し押さえであって、勝手に売却することはできないが、運航には当面支障はないようである）。この差し押さえについては2008年に解除されている模様である。

### 函館からの撤退と航空機レンタル事業への転換
ここまでの経緯の通り、エアトランセの事業は短期で参入と撤退を繰り返し、根付くことはなかった。加えて燃油費の高騰もあり、不定期運航やチャーター便を維持することすら困難となった。そこで、2008年10月に会社は全てのチャーター便運航を廃止し、航空機のレンタル事業と中古機の売買仲介事業に転換した。
航空機のレンタル事業とは自社のビーチクラフト機のほか節税で所有している航空機オーナーや総合商社から航空機をレンタルし、利用を希望する客先に貸し出すものだとしている。従来行ってきたチャーター便と異なり、航空機を借りたい客は航空機の他にエアトランセの斡旋でパイロットを手配し、拠点空港からのフェリー（回送）費用も負担する必要がある。エアトランセは「燃油高騰のもとでも黒字化を実現できる新しい航空機を使った移動ビジネス」としている。
これに伴い、函館からは撤退し本社を東京都新宿区に移転し、駐機拠点を日本の中央に位置し利便性が良いとして中部国際空港に移転すると発表、函館の事務所や整備運航基地は当面存置するとし、その後ビーチクラフト機は中部空港に移動した。
月刊エアラインによると、2009年10月、エアトランセカラーのオレンジ色の二号機（JA017A）がカナダに売却された模様。

## 不具合
定期便を運航していた際は予備機がない中で運航していたが、増便によって増大した定期整備や慢性的な運航乗員不足による計画運休、機材故障による欠航が他社と比較して多く発生。2006年10月より3機体制になり、新千歳空港路線からの撤退で若干余裕ができた。
- 2006年4月6日、帯広空港にて離陸許可のないまま離陸のための滑走を400メートルおこなっていたが離陸には至っていない。乗客は4名が影響を受けた[45]。
- 2006年5月1日、天候不良に伴う乗員シフトの変更で、新たな機長の手配が付かず函館空港 - 帯広空港を欠航。乗客2名が影響を受けた[46]。
- 2006年12月25日、函館空港の格納庫がサイバーファームの子会社であるエアードルフィンに譲渡されていたことが発覚する。同じ建物には函館市の企業が1億円の抵当権を設定している。

## コミューター航空会社時代の運航路線

### 定期便
- 函館空港 - 新千歳空港、帯広空港、女満別空港
- 新千歳空港 - 帯広空港、女満別空港

### 不定期便
不定期路線として
- 函館空港 - 帯広空港、女満別空港、仙台空港
- 那覇空港 - 大分空港、沖永良部空港、下地島空港

チャーター便運航のための回送を利用した不定期便（片道のみを含む）
- 函館空港 - 帯広空港、女満別空港、旭川空港、稚内空港、仙台空港、新潟空港、松本空港、小松空港、中部国際空港、広島西飛行場、徳島空港
- 稚内空港 - 利尻空港
- 新潟空港 - 仙台空港
- 小松空港 - 広島西飛行場

## 使用機材
レイセオンエアクラフト社製双発プロペラターボプロップ機、ビーチクラフトのビーチクラフト1900Dを3機使用。定員は全て18名。座席は中央通路をはさみ通路両側に1列ずつの2列。一号機JA016Aは白地に赤のストライプライン。2005年12月24日就航の二号機JA017Aは機体の上部四分の三がオレンジ（エアトランセ社イメージカラー）、下部が白のツートンカラー。一号機、二号機はマイク・ストーン (Mike Stone) によるリペイント。2006年10月、クリスチャン・ラッセンのイルカの絵を機体に描いた三号機が就航。自社整備をおこなっており、一等航空整備士6名、二等航空整備士7名を擁している。
就航以前の予定機材は、フェアチャイルド・メトロ、ドルニエ 228と変遷をたどり、新経営体制下で現在のビーチクラフト1900Dを選択している。

## テレビ番組
- 日経スペシャル ガイアの夜明け 大空の革新者たち ～航空ベンチャーに勝算あり～（2006年3月21日、テレビ東京）[47] - 女性社長が挑む地方路線革命を取材。